# Hypsirhynchus parvifrons
Hypsirhynchus parvifrons är en ormart som beskrevs av Cope 1862. Hypsirhynchus parvifrons ingår i släktet Hypsirhynchus och familjen snokar.
Arten förekommer på Hispaniola, i Bahamas och på några mindre öar i regionen. Honor lägger ägg.

## Underarter
Arten delas in i följande underarter:
- H. p. alleni
- H. p. lincolni
- H. p. niger
- H. p. paraniger
- H. p. protenus
- H. p. rosamondae
- H. p. stygius
- H. p. tortuganus